# Petr Čajánek
Petr Čajánek anhörenⓘ (* 18. August 1975 in Gottwaldov, Tschechoslowakei) ist ein ehemaliger tschechischer Eishockeynationalspieler, der über viele Jahre für PSG Zlín in der tschechischen Extraliga sowie die St. Louis Blues in der National Hockey League aktiv war. Zudem spielte er zwischen 2007 und 2011 in Russland für den SKA Sankt Petersburg, Ak Bars Kasan und den HK Dynamo Moskau. Mit der tschechischen Nationalmannschaft wurde er dreimal Weltmeister und gewann die Bronzemedaille bei den Olympischen Winterspielen 2006.

## Karriere
Petr Čajánek begann seine Karriere in seiner Heimatstadt beim HC Zlín, für den er 1993 in der Extraliga debütierte. Beim NHL Entry Draft 2001 wurde er von den St. Louis Blues in der achten Runde an 253. Stelle ausgewählt, ging aber erst 2002 nach Nordamerika. In den folgenden Jahren spielte er mit wechselndem Erfolg in der National Hockey League für die Blues und gehörte oft zu den Leistungsträgern im Team. Während des Lockout in der NHL in der Spielzeit 2004/05 ging er zurück zu seinem Heimatverein.

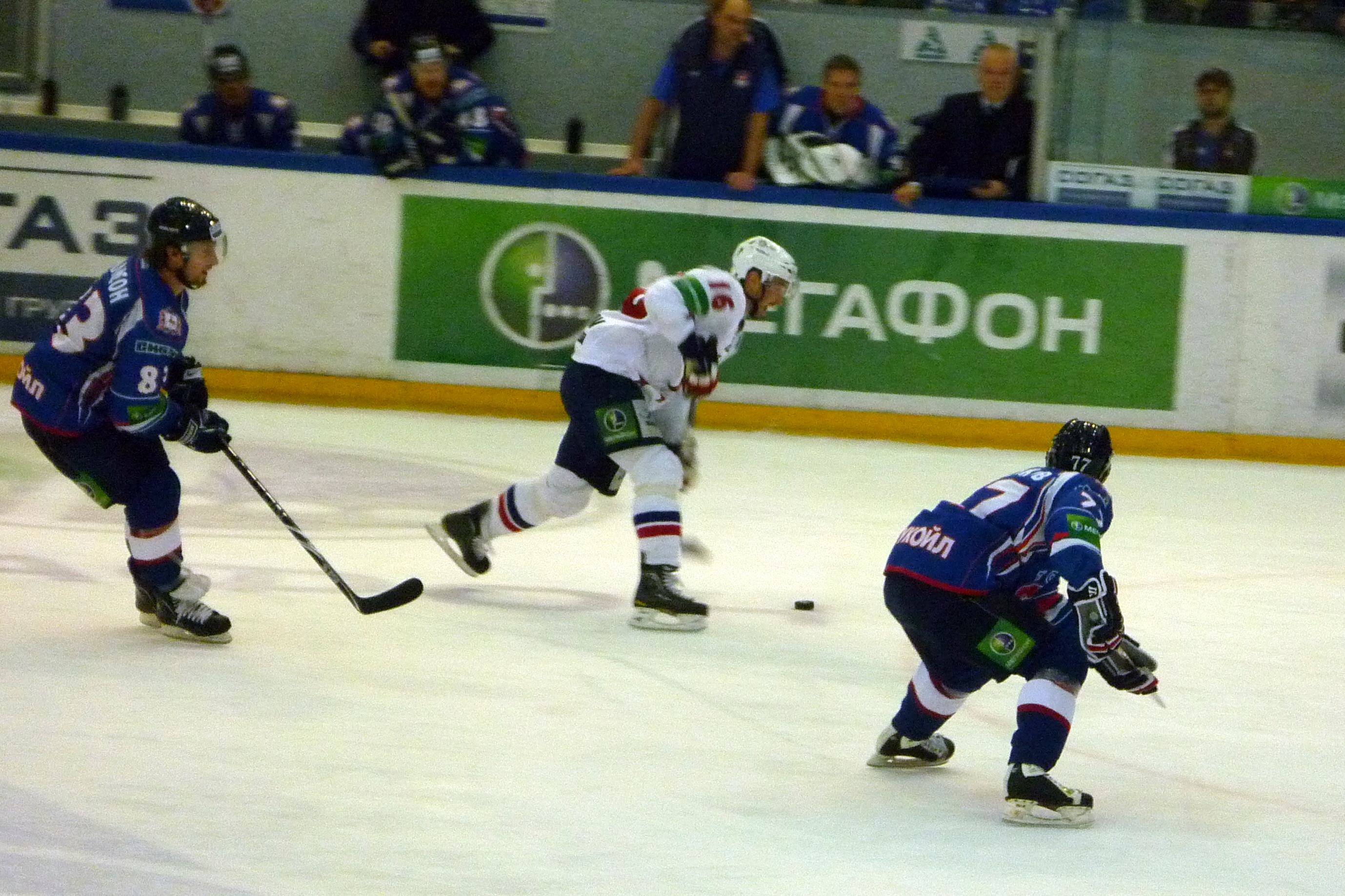
Čajánek (Bildmitte) im Trikot des SKA Sankt Petersburg (2010)

Im Februar 2007 wurde Čajánek von den Blues auf die Waiver-Liste gesetzt. Da ihn kein anderes NHL-Team verpflichtete, kehrte er mit einem stark reduzierten Gehalt in den Kader der Blues zurück. Anfang der Saison 2007/08 wurde er zum Farmteam, den Peoria Rivermen, abgeschoben, so dass er im Oktober 2007 einen Einjahresvertrag über 900.000 US-Dollar bei Ak Bars Kasan abschloss. Vor der Saison 2008/09 wechselte er zum HK Dynamo Moskau, wo er seine Vorjahresleistungen nicht bestätigen konnte, so dass er keine Vertragsverlängerung erhielt. Im Sommer 2009 wechselte er daher innerhalb der Kontinentalen Hockey-Liga zum SKA Sankt Petersburg, wo er zwei Jahre unter Vertrag stand.
Im Mai 2011 kehrte er zu seinem Heimatverein zurück und agierte in den folgenden vier Spieljahren als Mannschaftskapitän. 2013 wurde er mit Zlín tschechischer Vizemeister, ehe er ein Jahr später den ersten tschechischen Meistertitel seiner Karriere gewann.
Nach dem Ausscheiden seines Teams aus den Playoffs 2015 beendete er seine Karriere.

### International
Petr Čajánek hat an sechs Weltmeisterschaften und drei Olympischen Winterspielen für die tschechische Eishockeynationalmannschaft teilgenommen. Dabei gewann er 2000, 2001 und 2005 die Goldmedaille sowie bei Olympia 2006 in Turin die Bronzemedaille.

## Erfolge und Auszeichnungen

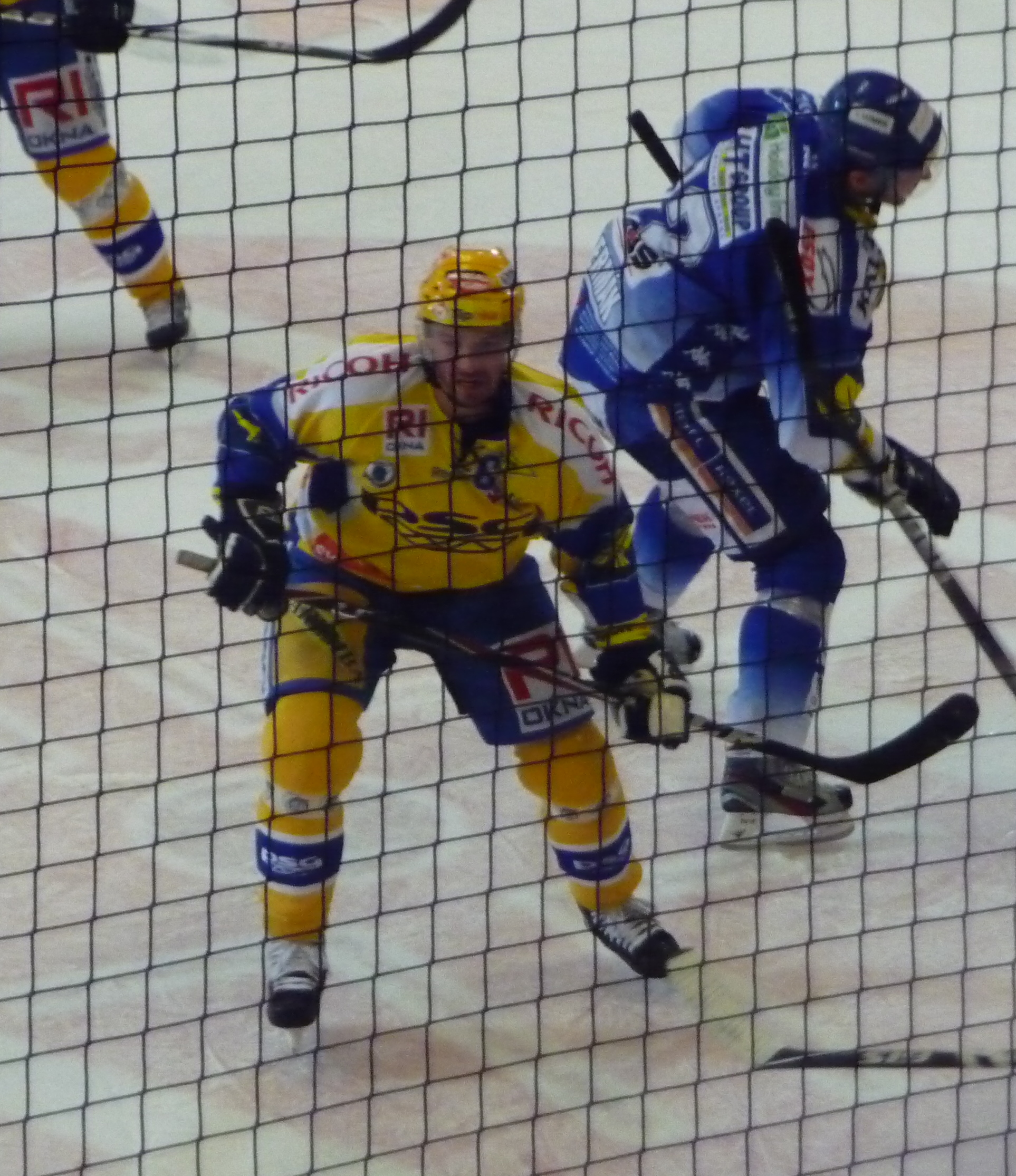
Petr Čajánek (li.), November 2011

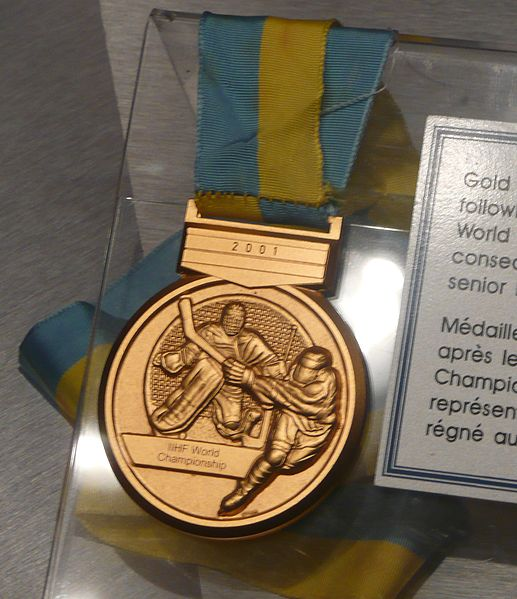
Čajáneks Goldmedaille der Weltmeisterschaft 2001

- 2000 Goldmedaille bei der Weltmeisterschaft
- 2001 Goldmedaille bei der Weltmeisterschaft
- 2005 Goldmedaille bei der Weltmeisterschaft
- 2006 Bronzemedaille bei den Olympischen Winterspielen
- 2008 Continental-Cup-Gewinn mit Ak Bars Kasan
- 2010 Spengler-Cup-Gewinn mit dem SKA Sankt Petersburg
- 2014 Tschechischer Meister mit PSG Zlín
- 2014 Topscorer der Extraliga-Playoffs (15)
- 2014 Wertvollster Spieler der Extraliga-Playoffs

## Karrierestatistik

### International
(Legende zur Spielerstatistik: Sp oder GP = absolvierte Spiele; T oder G = erzielte Tore; V oder A = erzielte Assists; Pkt oder Pts = erzielte Scorerpunkte; SM oder PIM = erhaltene Strafminuten; +/− = Plus/Minus-Bilanz; PP = erzielte Überzahltore; SH = erzielte Unterzahltore; GW = erzielte Siegtore; 1 Play-downs/Relegation; Kursiv: Statistik nicht vollständig)